# Deukalión (Minósz fia)
Deukalión (görög betűkkel Δευκαλίων) görög mitológiai alak, krétai királyfi, Minósz és Pasziphaé fia. Részt vett az Argonauták utazásában, valamint a kalüdóni vadkanvadászaton. Szövetségre lépett Thészeusszal, aki a szövetség zálogaként magával vitte Deukalión húgát, Phaidrát. Amikor Thészeuszt száműzték Athénből, hajón Deukaliónhoz indult, ám egy vihar Szküroszra vetette, ahol meghalt. Katreusz halála után Deukalión fia, Idomeneusz lett Kréta uralkodója. 